# Aerts (beeldhouwers)
Aerts was een familie van Brugse beeldhouwers en kunstschilders in de zeventiende eeuw.

## Leden

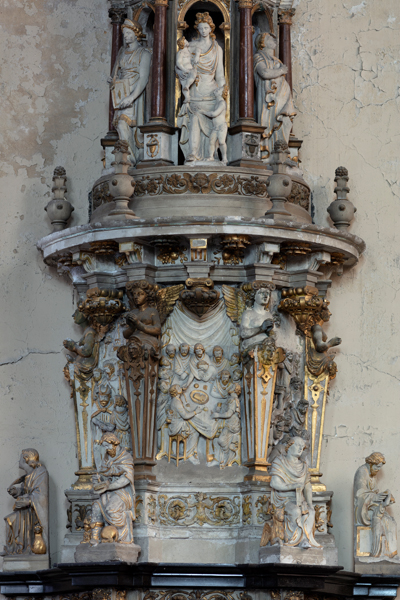
Jan Aerts: de Sacramentstoren, in de Sint-Jakobskerk (Brugge)

- Joost Aerts (†1577), beeldhouwer. Samen met Jan de Smet maakte hij het doksaal (1554) voor de kerk van Gistel. Hij maakte in 1560-61, naar een ontwerptekening van Cornelis Floris, en samen met Jan de Smet en Jacon Jonghelinc, de stenen onderbouw voor het grafmonument van Karel de Stoute in de Brugse Onze-Lieve-Vrouwekerk, als replica van het bestaande grafmonument van Maria van Bourgondië. 
  - Pieter Aerts (ca. 1520 - na 1578), beeldhouwer, architect. In 1540 maakte hij de Oostpoort, die toegang geeft tot het Burgplein. Samen met zijn broer Jan maakte hij in 1578 het grafmonument van Jacob van Claerhout in Pittem.
  - Jan Aerts (ca. 1530-1620), beeldhouwer. Samen met Gillis de Witte beeldhouwde hij de wapens van koning Filips II, om te plaatsen boven de ingangspoort van het Prinsenhof. Hij herstelde de beelden van het heilig Graf in de Heilig Bloedkapel. Hij ontwierp het tabernakel in de kerk van Nieuwpoort en leverde beeldhouwwerk voor de Onze-Lieve-Vrouwekathedraal in Antwerpen en het stadhuis in Brugge.
- Rochus Aerts (ca.1630-1721 of 1739), beeldhouwer. Hij was waarschijnlijk een afstammeling van een van de hoger genoemden. Hij maakte in de Onze-Lieve-Vrouwekerk van Brugge het grafmonument voor Olivier de Wree